# Championnat de la Martinique de football 2015-2016
Navigation
Saison précédente Saison suivante
La saison 2015-2016 du Championnat de la Martinique de football est la quatre-vingt-dix-septième édition de la première division en Martinique, nommée Régionale 1. Les quatorze formations de l'élite sont réunies au sein d'une poule unique où elles s'affrontent deux fois au cours de la saison. Les trois derniers du classement sont relégués et remplacés par les trois meilleurs clubs de Régionale 2 à l'issue de la saison.
C'est le Golden Lion de Saint-Joseph, tenant du titre, qui est à nouveau sacré cette saison après avoir terminé en tête du classement final, avec onze points d'avance sur le Club franciscain et douze sur le Club Colonial de Fort-de-France. Il s’agit du second titre de champion de Martinique de l'histoire du club.

## Qualifications régionales
Les quatre premiers du championnat se qualifient pour la Ligue Antilles 2017.

## Les clubs participants
- Club franciscain
- New Star Ducos - Promu de Régionale 2
- Club sportif Case-Pilote
- Good Luck de Fort-de-France - Promu de Régionale 2
- Club Colonial de Fort-de-France
- Racing Club de Rivière-Pilote
- Aiglon du Lamentin
- L'Essor-Préchotain
- Golden Star de Fort-de-France
- Émulation Schoelcher
- Golden Lion de Saint-Joseph
- Samaritaine de Sainte-Marie
- US Marinoise
- Excelsior Schoelcher - Promu de Régionale 2

## Compétition
Le barème de points servant à établir le classement se décompose ainsi :
- Victoire : 4 points
- Match nul : 2 points
- Défaite : 1 point

### Classement
| Rang | Équipe                          | Pts | J  | G  | N  | P  | Bp | Bc | Diff |
| ---- | ------------------------------- | --- | -- | -- | -- | -- | -- | -- | ---- |
| 1    | Golden Lion de Saint-Joseph'T'C | 88  | 26 | 19 | 5  | 2  | 58 | 19 | +39  |
| 2    | Club franciscain                | 77  | 26 | 15 | 6  | 5  | 52 | 18 | +34  |
| 3    | Club Colonial de Fort-de-France | 76  | 26 | 14 | 8  | 4  | 48 | 19 | +29  |
| 4    | Club sportif Case-Pilote}       | 71  | 26 | 14 | 3  | 9  | 38 | 29 | +9   |
| 5    | Golden Star de Fort-de-France   | 67  | 26 | 11 | 8  | 7  | 29 | 31 | -2   |
| 6    | Racing Club de Rivière-Pilote   | 64  | 26 | 10 | 8  | 8  | 43 | 33 | +10  |
| 7    | L'Essor-Préchotain              | 63  | 26 | 10 | 7  | 9  | 32 | 26 | +6   |
| 8    | Good Luck de Fort-de-FranceP    | 61  | 26 | 9  | 8  | 9  | 29 | 33 | -4   |
| 9    | Excelsior SchoelcherP -1        | 58  | 26 | 10 | 3  | 13 | 30 | 53 | -23  |
| 10   | Aiglon du Lamentin              | 56  | 26 | 7  | 9  | 10 | 24 | 35 | -11  |
| 11   | New Star DucosP                 | 56  | 26 | 6  | 12 | 8  | 33 | 37 | -4   |
| 12   | Samaritaine de Sainte-Marie     | 54  | 26 | 8  | 4  | 14 | 31 | 38 | -7   |
| 13   | Émulation Schoelcher            | 43  | 26 | 5  | 5  | 16 | 22 | 45 | -23  |
| 14   | US Marinoise                    | 27  | 26 | 0  | 2  | 24 | 11 | 64 | -53  |

|  | Qualification pour la Ligue Antilles 2017                                               |
|  | Relégation en deuxième division                                                         |
|  | T : Tenant du titre C : Vainqueur de la Coupe de la Martinique P : Promu de Régionale 2 |

## Bilan de la saison
| Championnat de la Martinique de football 2015-2016 |                                        |
| Champion                                           | Golden Lion de Saint-Joseph (2e titre) |
| Coupes et trophées                                 |                                        |
| Vainqueur de la Coupe de la Martinique 2015-2016   | Golden Lion de Saint-Joseph            |
| Qualifications continentales                       |                                        |
| Ligue Antilles 2017                                | Golden Lion de Saint-Joseph            |
| Ligue Antilles 2017                                | Club franciscain                       |
| Ligue Antilles 2017                                | Club Colonial de Fort-de-France        |
| Ligue Antilles 2017                                | Club sportif Case-Pilote               |
| Promotions et relégations                          |                                        |
| Promus en Régionale 1                              | US Diamantinoise                       |
| Promus en Régionale 1                              | JS Eucalyptus                          |
| Promus en Régionale 1                              | New Club Petit-Bourg                   |
| Relégués en Régionale 2                            | Samaritaine de Sainte-Marie            |
| Relégués en Régionale 2                            | Émulation Schoelcher                   |
| Relégués en Régionale 2                            | US Marinoise                           |